# Primarias presidenciales del Partido Republicano de 2016
Las Primarias Republicanas de 2016 fueron el proceso en el que el Partido Republicano de los Estados Unidos seleccionaría a los delegados que asistirían a la Convención Nacional Republicana de 2016, en la cual se nombraría el candidato único a la Presidencia para las elecciones de 2016. Abarcaron del 1 de febrero al 7 de junio, y hubo 2.472 delegados. Un candidato debía obtener 1.237 delegados para ganar la nominación presidencial.

## Campaña
La campaña republicana se inició con 17 candidatos; pero algunos fueron renunciando conforme las encuestas o los resultados electorales les eran desfavorables. Uno de los más destacados era el polémico magnate Donald Trump, quien realizó una serie de controvertidas e incendiarias declaraciones poco comunes en los candidatos de cualquier partido en Estados Unidos. Entre sus principales polémicas se incluye el afirmar que construiría un muro en la frontera con México para impedir la entrada de indocumentados, muro que sería pagado por México; afirmar que México y otros países latinoamericanos enviaban «criminales y violadores» a la frontera, lo que causó la reacción tanto de la comunidad mexicano-estadounidense como de otros sectores. También generó polémica su propuesta de impedir la entrada de musulmanes al país si llegara a ser presidente; burlarse de un periodista discapacitado que le era crítico imitando su discapacidad al hablar; y no condenar el apoyo público que David Duke, líder del Ku Klux Klan, hizo al llamar a votar por Trump. Muchos analistas coinciden en que el apoyo a Trump viene principalmente de los blancos pobres frustrados con el sistema y los políticos “mainstream” y que sostienen posiciones más radicales hacia la inmigración y la diversidad racial. 
Poco a poco la contienda pareció centrarse entre Trump y sus detractores. Los otros precandidatos trataron de mostrarse como los que podían derrotar a Trump en las primarias, particularmente Ted Cruz, quien fue el segundo más votado y quien podía ganar en la mayoría de Estados aparte de Trump. El senador por Texas Ted Cruz es un cubano-americano nacido en Canadá, cristiano evangélico e hijo de un pastor, por lo que era fuerte entre los electores evangélicos que fueron uno de los electorados más leales del Partido Republicano, pero a su vez esto le granjeó críticas por parte de liberales y conservadores no religiosos respecto a su supuesto radicalismo religioso. Cruz pidió a los otros candidatos que renunciaran para que él pudiera vencer a Trump. 
El tercer candidato en importancia fue el también cubano-americano Marco Rubio, senador por Florida. Rubio buscó posicionarse como la alternativa moderada frente a Trump y Cruz. 
Otros candidatos que fueron renunciando incluyen a Carly Fiorina, empresaria y ejecutiva de Hewlett-Packard, el médico neurólogo Ben Carson, quien en algún momento estuvo alto en las encuestas, incluso por encima de Trump, y cuyas posturas muy religiosas lo hacían popular entre los evangélicos (Carson es adventista y ha afirmado ser creacionista y no creer en la evolución), pero perdió apoyos al considerársele poco conocedor en política exterior, así como Rand Paul, de posturas libertarias y contrario a la intervención militar estadounidense. Jeb Bush, uno de los favoritos y de los más ácidos críticos de Trump al ser él mismo esposo de una mexicana, se retiró de la campaña a pesar de tener el respaldo de su hermano el expresidente George W. Bush, si bien algunos analistas consideran que el peso de su apellido debido a la impopularidad de su hermano, incluso entre los republicanos, pudo ser una de las razones de sus desfavorables resultados.
En los debates republicanos abundaron los ataques personales. Cruz acusó a Trump de no ser un conservador consistente, de haber sido demócrata y de haber estado a favor de posiciones liberales como el aborto y el matrimonio igualitario. Trump, por su parte, cuestionó las posiciones de Cruz y Rubio sobre migración, así como que Cruz pudiera ser candidato presidencial por haber nacido en Canadá. Trump afirmó que Fiorina era «fea» y que no querría ver su cara como presidenta de Estados Unidos, al tiempo que se burló de Rubio porque «sudaba mucho». Rubio, a su vez, se burló de las «manos pequeñas» de Trump (una burla frecuente popularizada por varios comediantes) afirmando que eran indicativas de genitales pequeños.
Por primera vez en la historia reciente, figuras importantes republicanas criticaron públicamente al favorito. Mitt Romney, el anterior candidato presidencial republicano, realizó un discurso contra Trump afirmando que no estaba preparado para ser presidente y que llevaría al Partido Republicano a la ruina. John McCain, senador y también excandidato republicano, apoyó a Romney. Similares críticas contra Trump vinieron de Jeb Bush.
El 17 de marzo de 2016, liderados por el bloguero republicano Erick Ericksson, se reunieron varios conservadores notables en el Army and Navy Club de Washington D. C. para planear formas de frenar la candidatura de Trump en la Convención Nacional Republicana fundado el Movimiento Alto a Trump. Un Comité de Acción Política (PAC en inglés) comenzó a recaudar fondos para iniciar una campaña mediática contra Trump que invirtió hasta 13 millones de dólares en publicidad contraria al empresario.
En febrero de 2016, el asesor presidencial de George W. Bush, Karl Rove, afirmó que era imperativo detener cuanto antes la candidatura de Trump. El excandidato republicano Mitt Romney instó a sus seguidores a buscar formas de detener a Trump y de votar por el precandidato con más posibilidades de ganarle en las primarias. En su cuenta de Facebook, tras afirmar que apoyaría a Ted Cruz, en la asamblea de Utah Romney afirmó: «Hoy hay una competencia entre el Trumpismo y el Republicanismo. A través de las calculadas declaraciones de su líder, el trumpismo se ha asociado con el racismo, la misoginia, el prejuicio, la xenofobia, la vulgaridad y más recientemente la amenaza de violencia. Me repugna cada una de ellas.»  El senador republicano Lindsey Graham, quien previamente había sido contrario a Cruz al darle su apoyo a Trump, afirmó: «No creo que él sea republicano, no creo que sea conservador, creo que su campaña está cimentada en la xenofobia, el racismo y la intolerancia religiosa. Creo que él sería un desastre para nuestro partido, y aunque el senador Cruz no fue mi primera opción, creo que es un republicano conservador al que puedo apoyar».

## Resultado
A mediados de mayo Trump obtuvo suficientes delegados para ser seleccionado como candidato. Lo que causó la salida de los últimos dos candidatos restantes Kasich y Cruz (en junio).  El presidente del Comité Nacional Republicano Reince Priebus declaró a Trump presunto candidato mediante su cuenta de Twitter. Trump no obtuvo originalmente el apoyo de destacados líderes republicanos como Nick Ryan, Mitt Romney, Lindsay Graham o la familia Bush, aunque Ryan lo apoyaría luego.

## Candidatos principales
|  | 37 % |

|  | 29 % |

|  | 12 % |

|  | 4 % |

## Retirados antes de iniciadas las elecciones

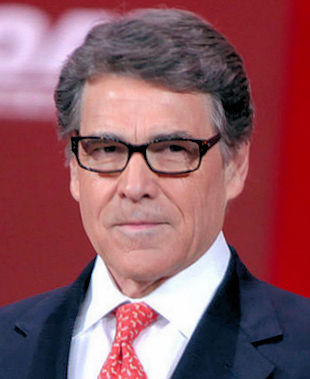
Exgobernador Rick Perry de Texas Retiro 11 de septiembre, 2015 (Apoyó a Ted Cruz)
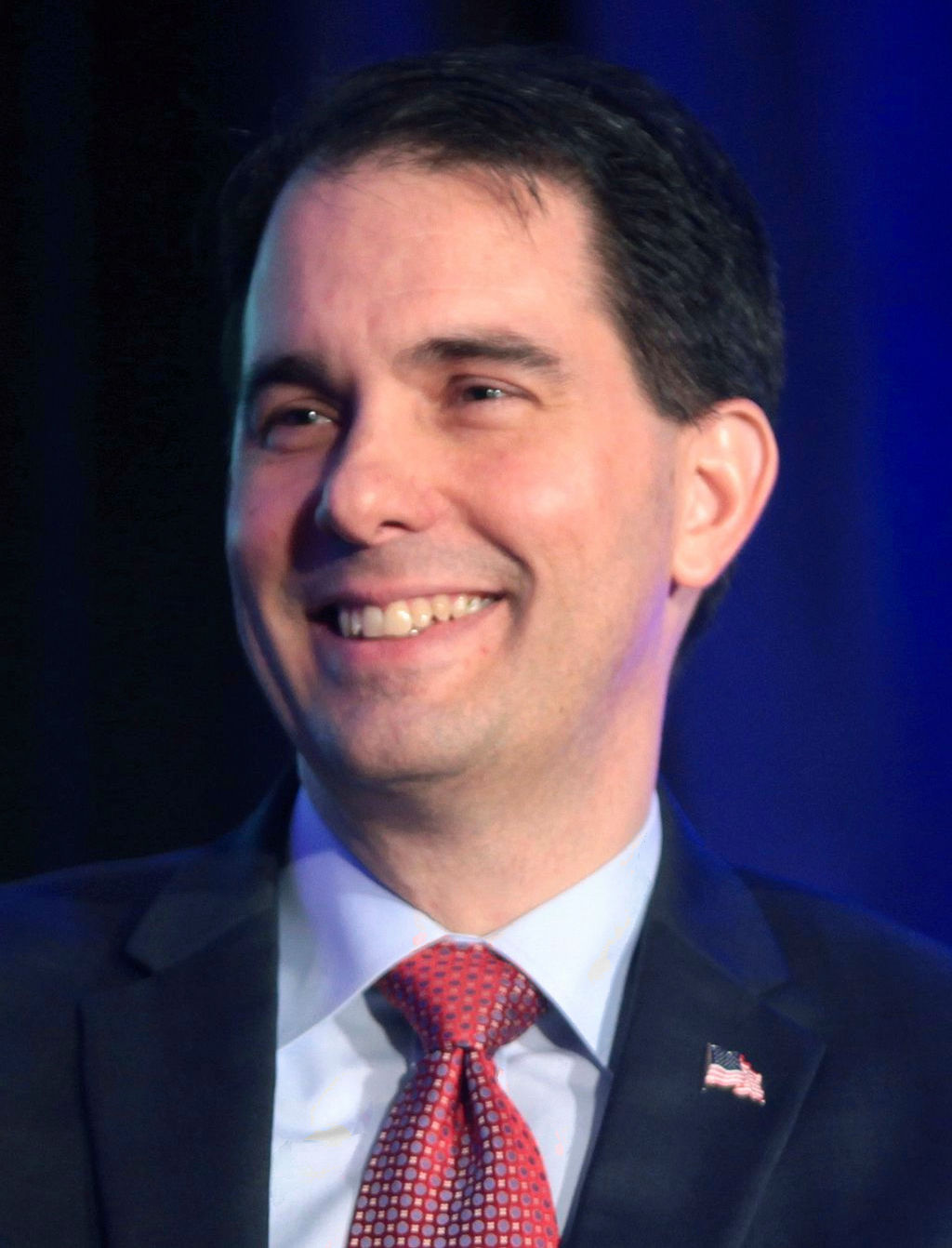
Gobernador Scott Walker de Wisconsin Retiro 21 de septiembre, 2015
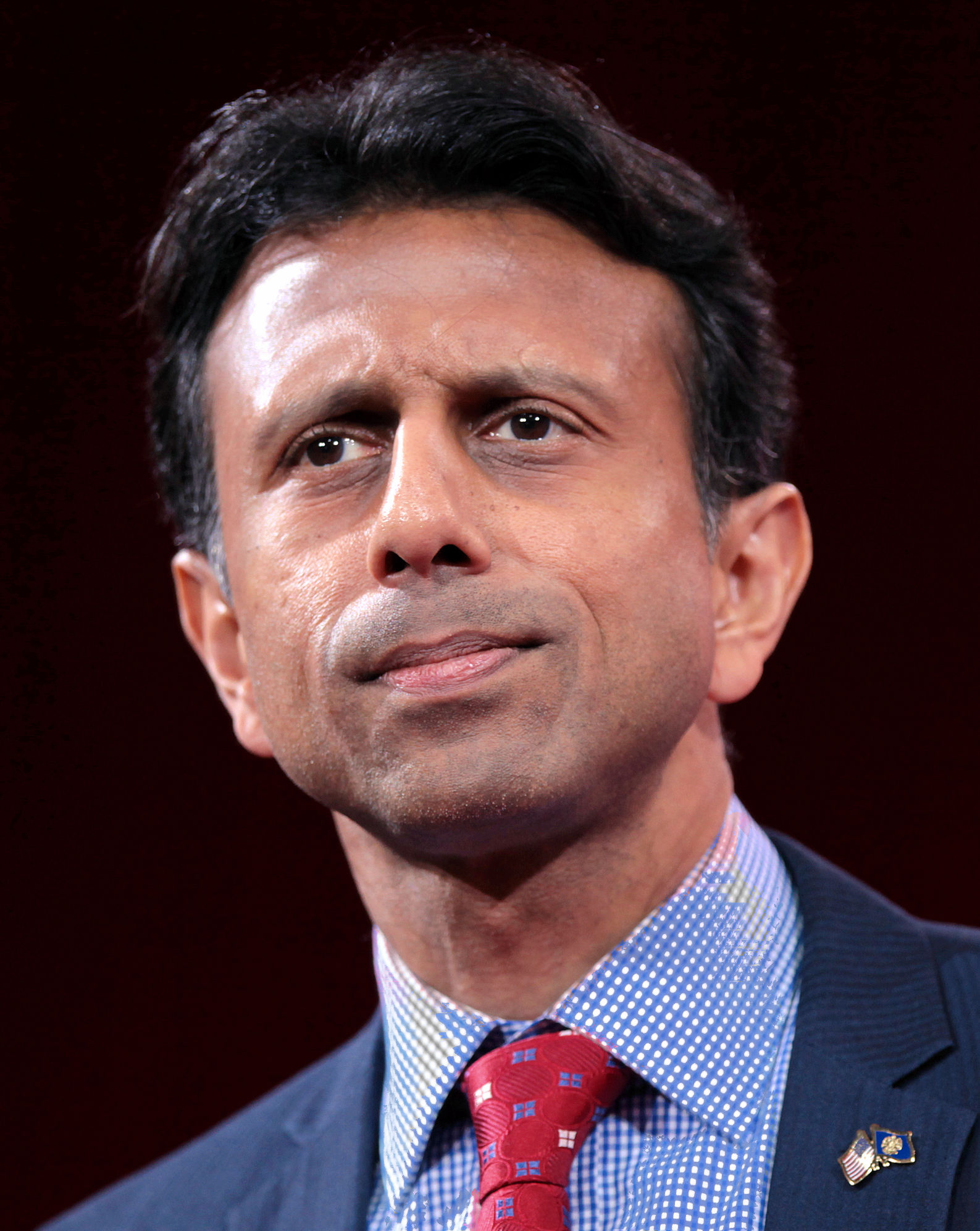
Gobernador Bobby Jindal de Louisiana Retiro 17 de noviembre, 2015 (Apoyó a Marco Rubio)
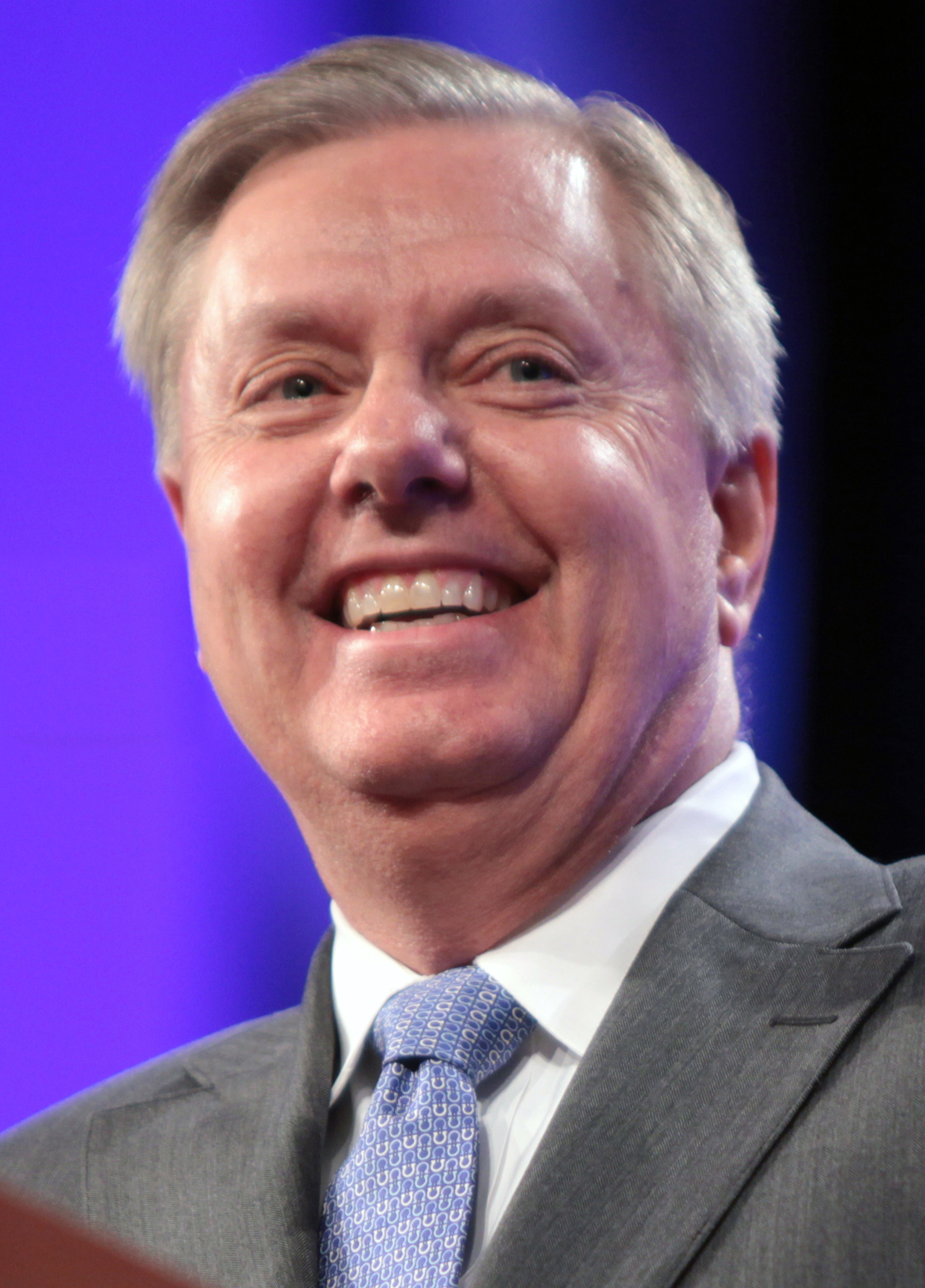
Senador Lindsey Graham por South Carolina Retiro 21 de diciembre, 2015 (Apoyó a Jeb Bush)
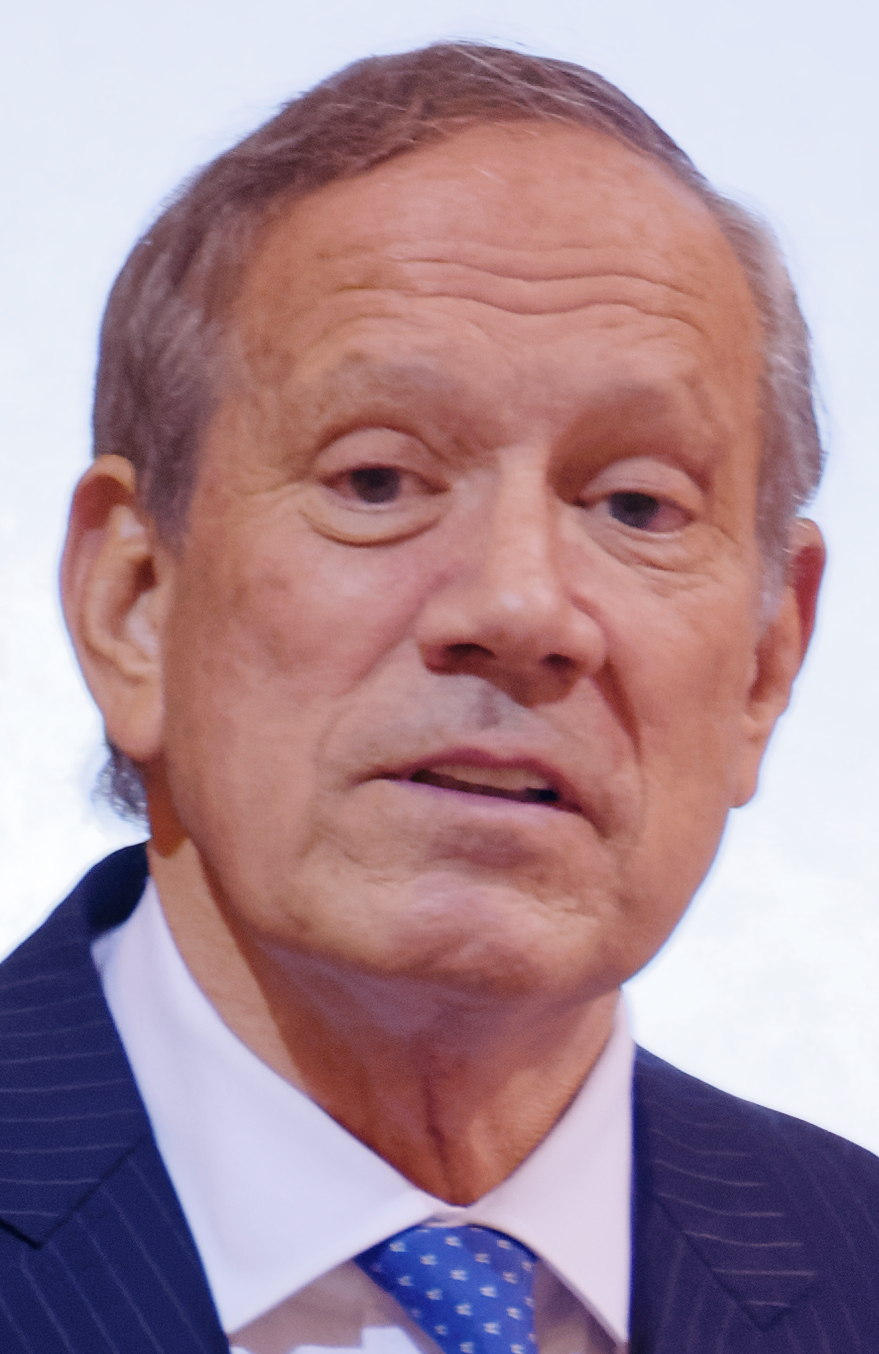
Exgobernador George Pataki de New York Retiro 29 de diciembre, 2015 (Apoyó a Marco Rubio)

- Exgobernador 
 Rick Perry
 de Texas
Retiro
11 de septiembre, 2015
(Apoyó a Ted Cruz)
- Gobernador
 Scott Walker
 de Wisconsin
Retiro
21 de septiembre, 2015
- Gobernador
 Bobby Jindal
 de Louisiana
Retiro
17 de noviembre, 2015
(Apoyó a Marco Rubio)
- Senador
 Lindsey Graham
 por South Carolina
Retiro
21 de diciembre, 2015
(Apoyó a Jeb Bush)
- Exgobernador
George Pataki
 de New York 
Retiro
29 de diciembre, 2015
(Apoyó a Marco Rubio)

## Retirados una vez iniciadas las elecciones
- Gobernador 
 John Kasich
de Ohio
 Retiro
 4 de mayo, 2016
- Senador  
 Ted Cruz
 por Texas
 Retiro
 3 de mayo, 2016
- Senador 
 Marco Rubio
por Florida 
 Retiro
 15 de marzo, 2016

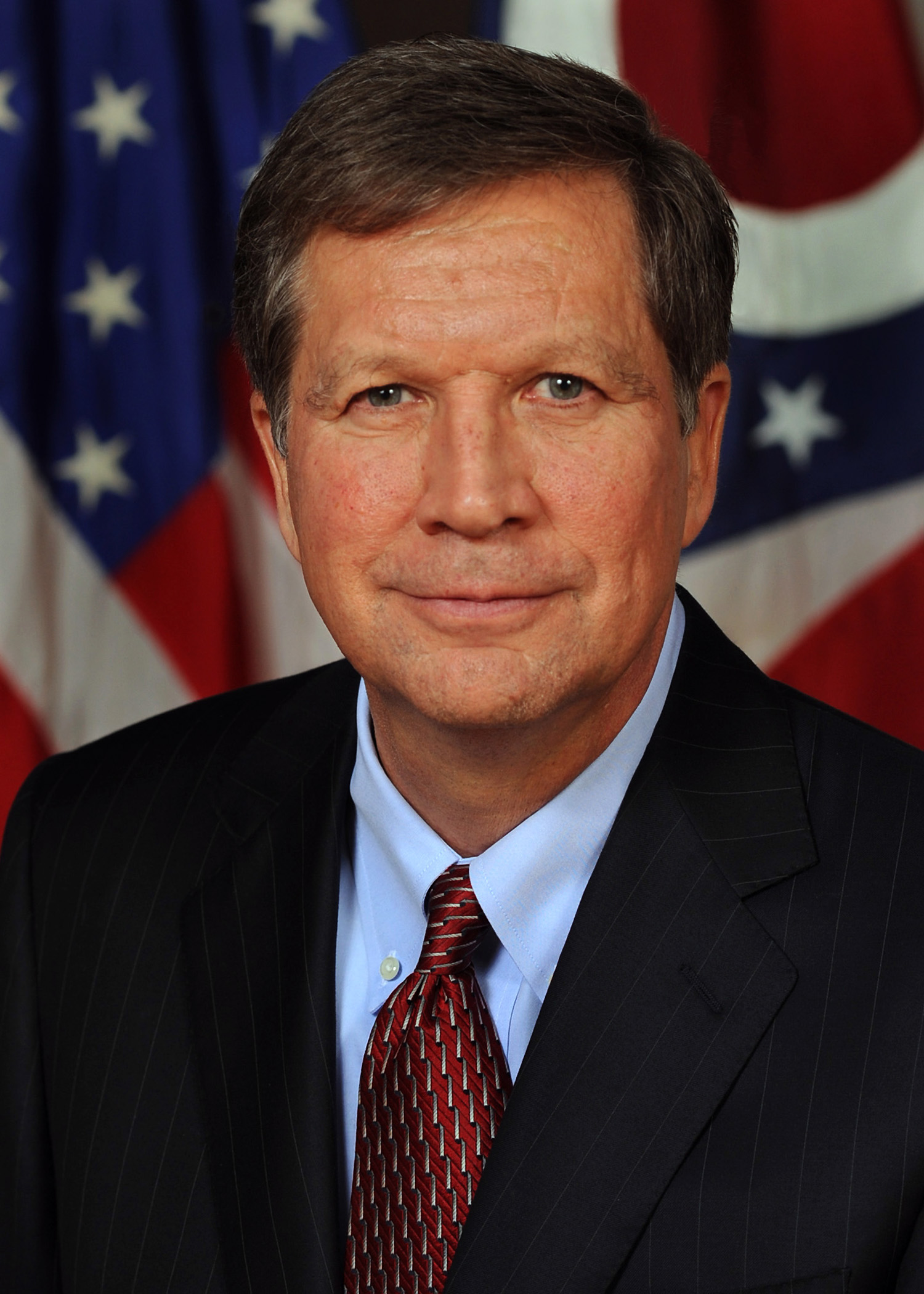
Director de Neurocirugía del Hospital Johns Hopkins Ben Carson Retiro 4 de marzo, 2016
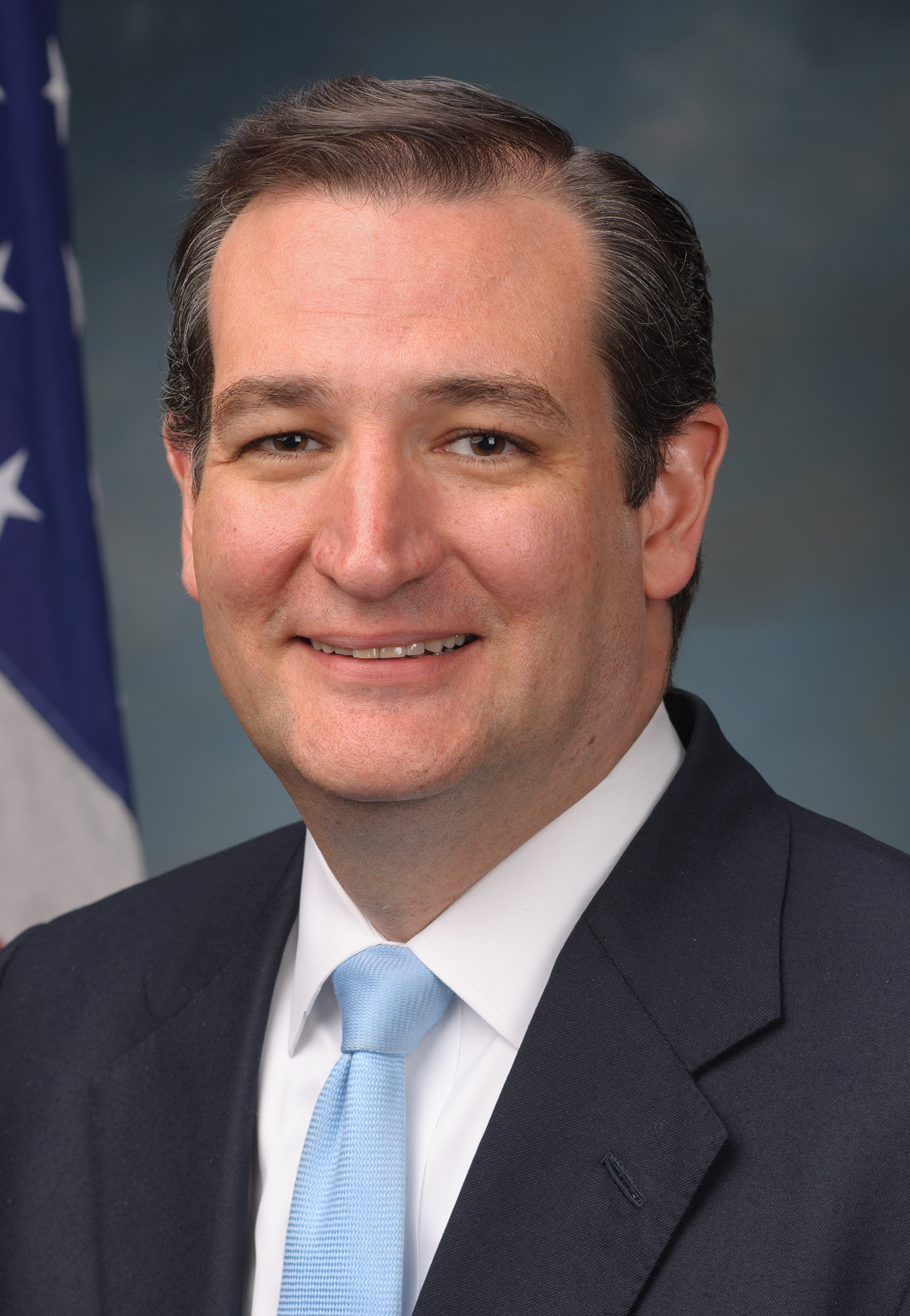
Senador Ted Cruz por Texas Retiro 3 de mayo, 2016
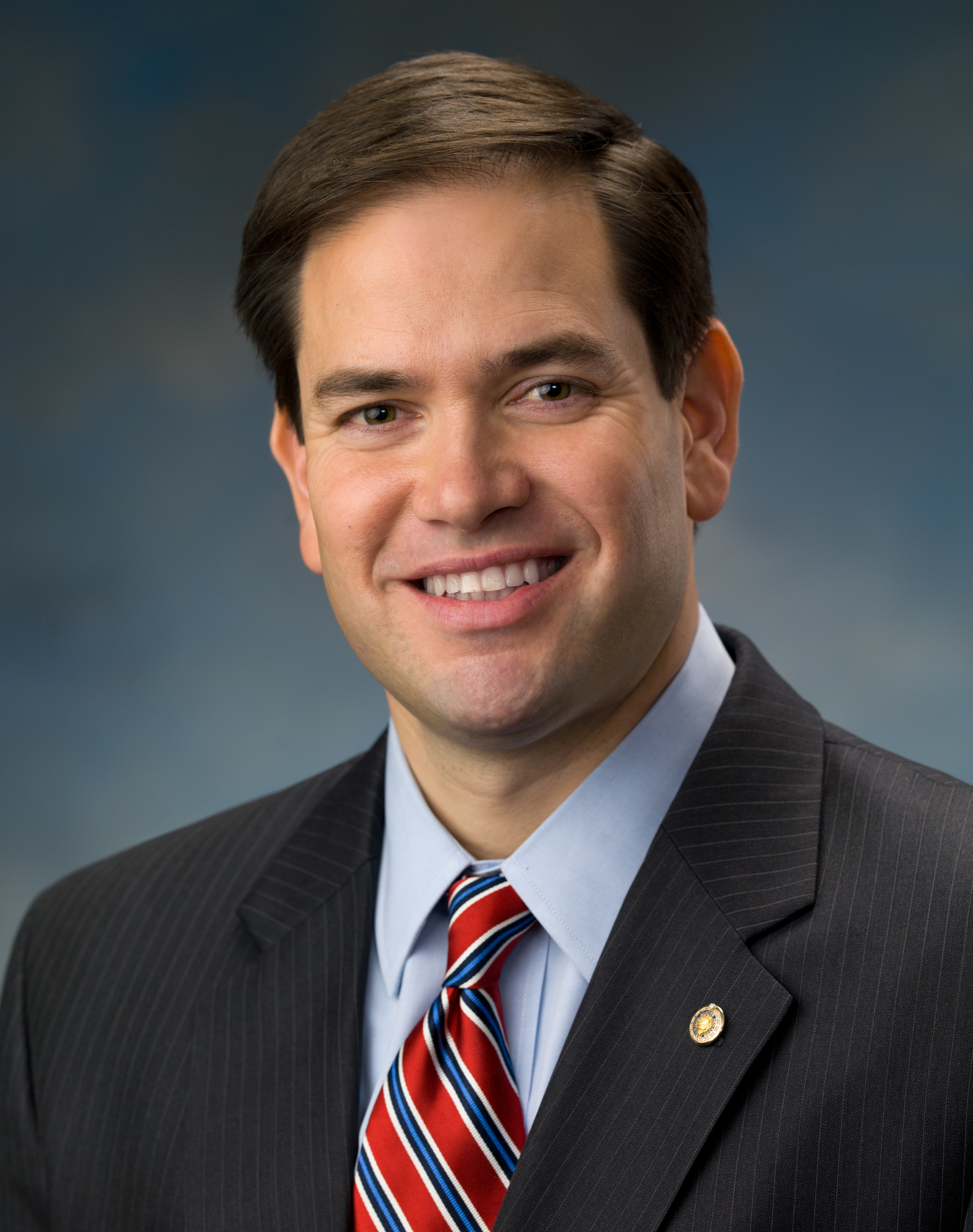
Senador Marco Rubio por Florida Retiro 15 de marzo, 2016
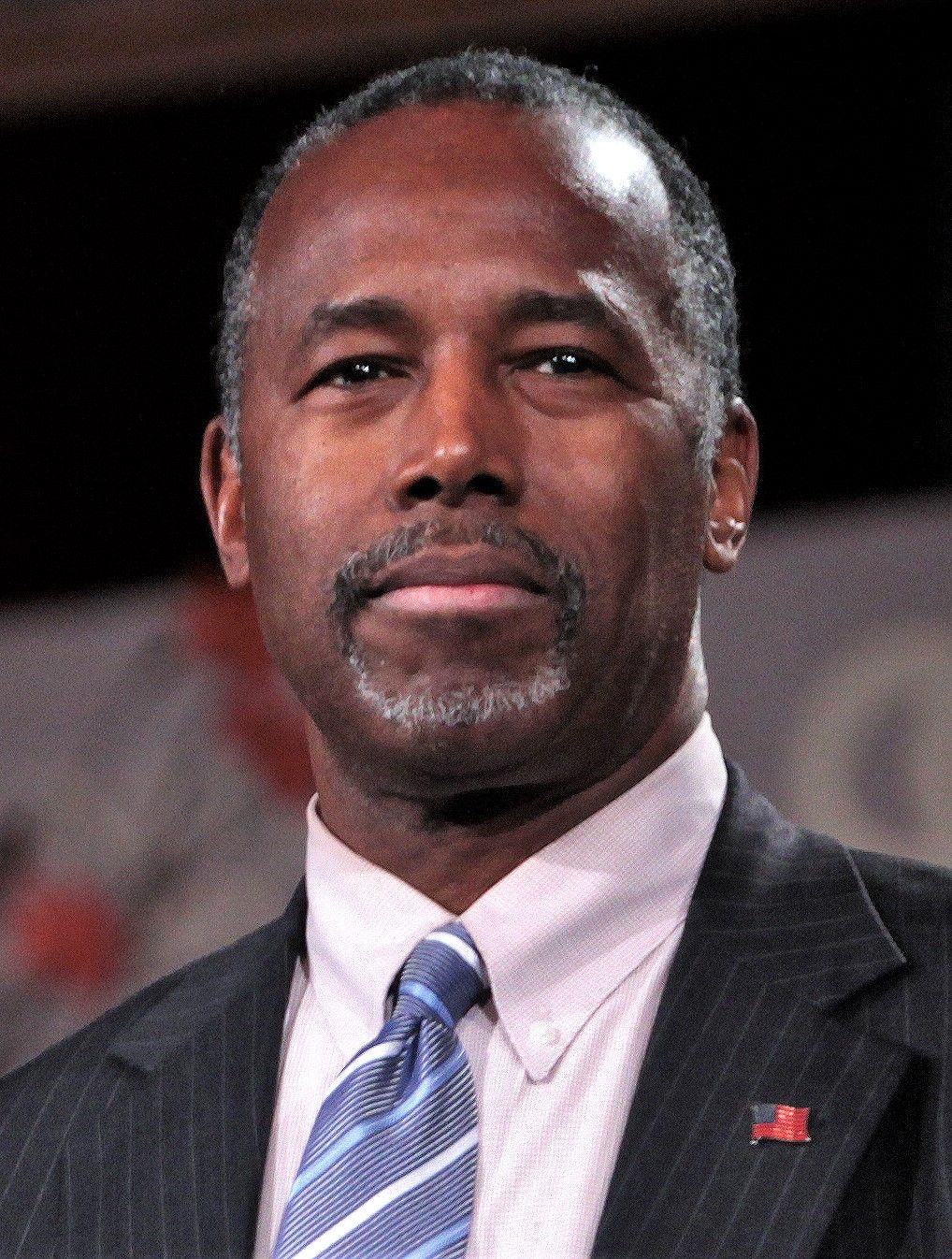
Director de Neurocirugía del Hospital Johns Hopkins Ben Carson Retiro 4 de marzo, 2016
Gobernador Jeb Bush de Florida Retiro 20 de febrero, 2016
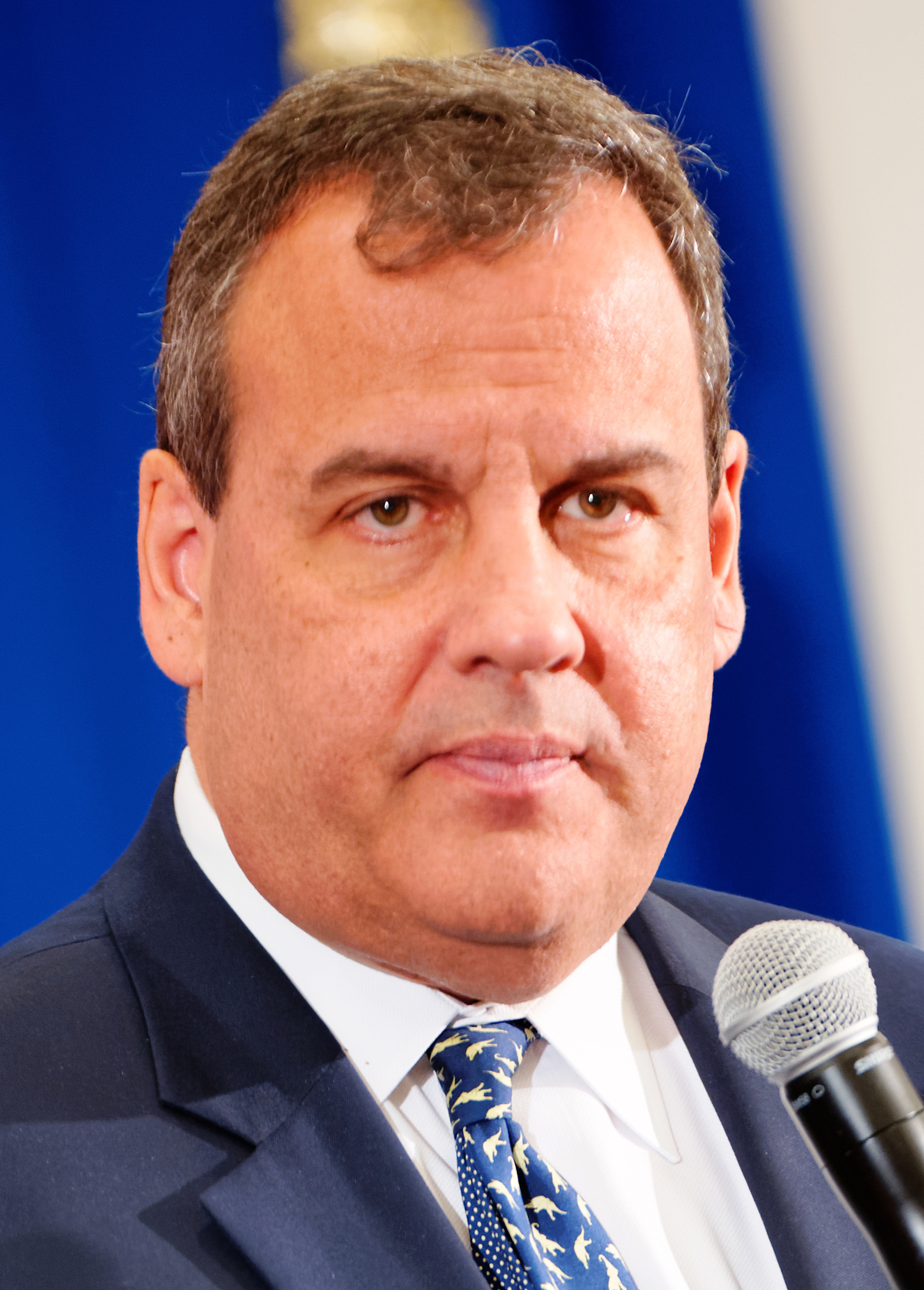
Gobernador Chris Christie de New Jersey Retiro 10 de febrero, 2016
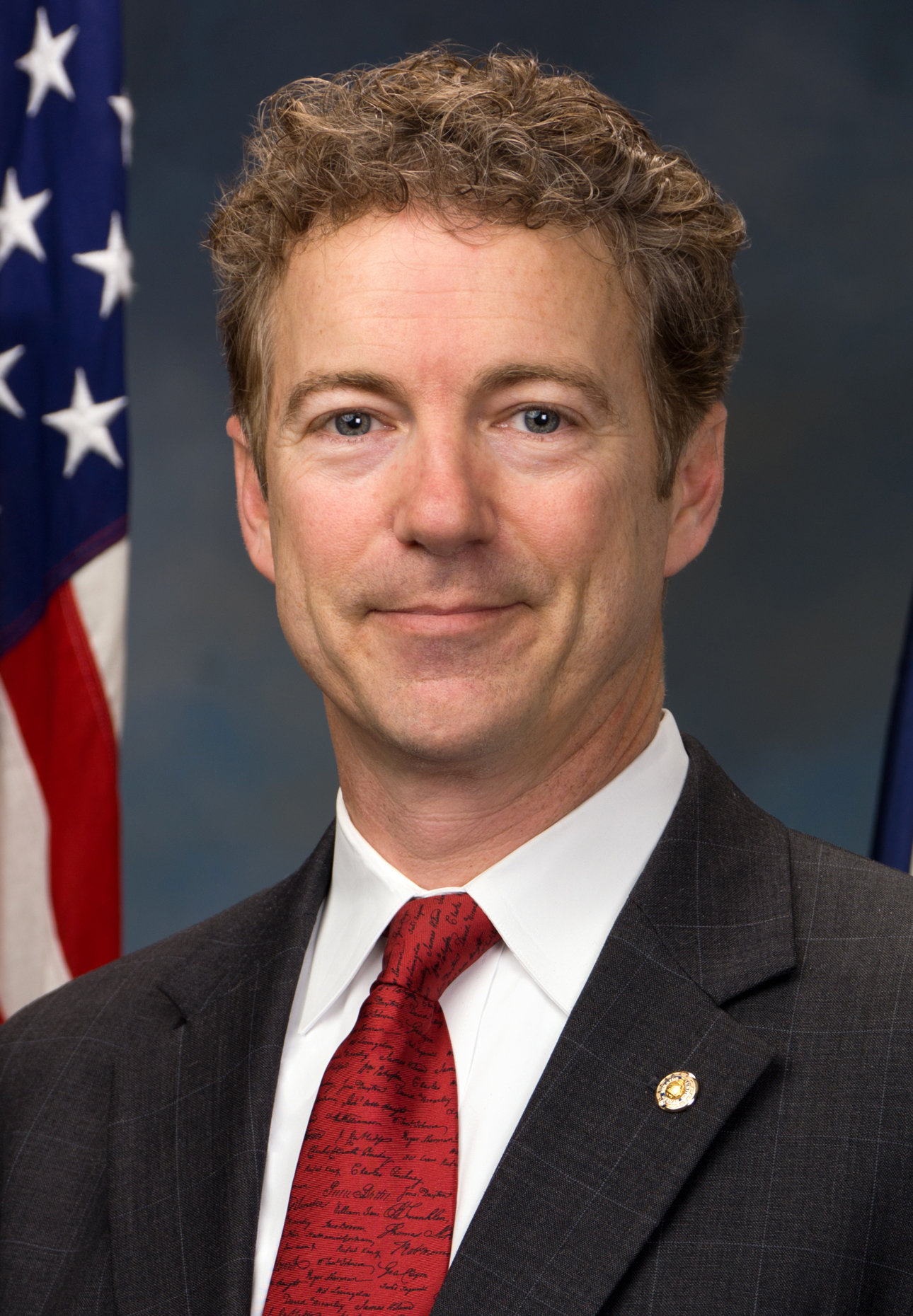
Senador Rand Paul por Kentucky Retiro 3 de febrero, 2016
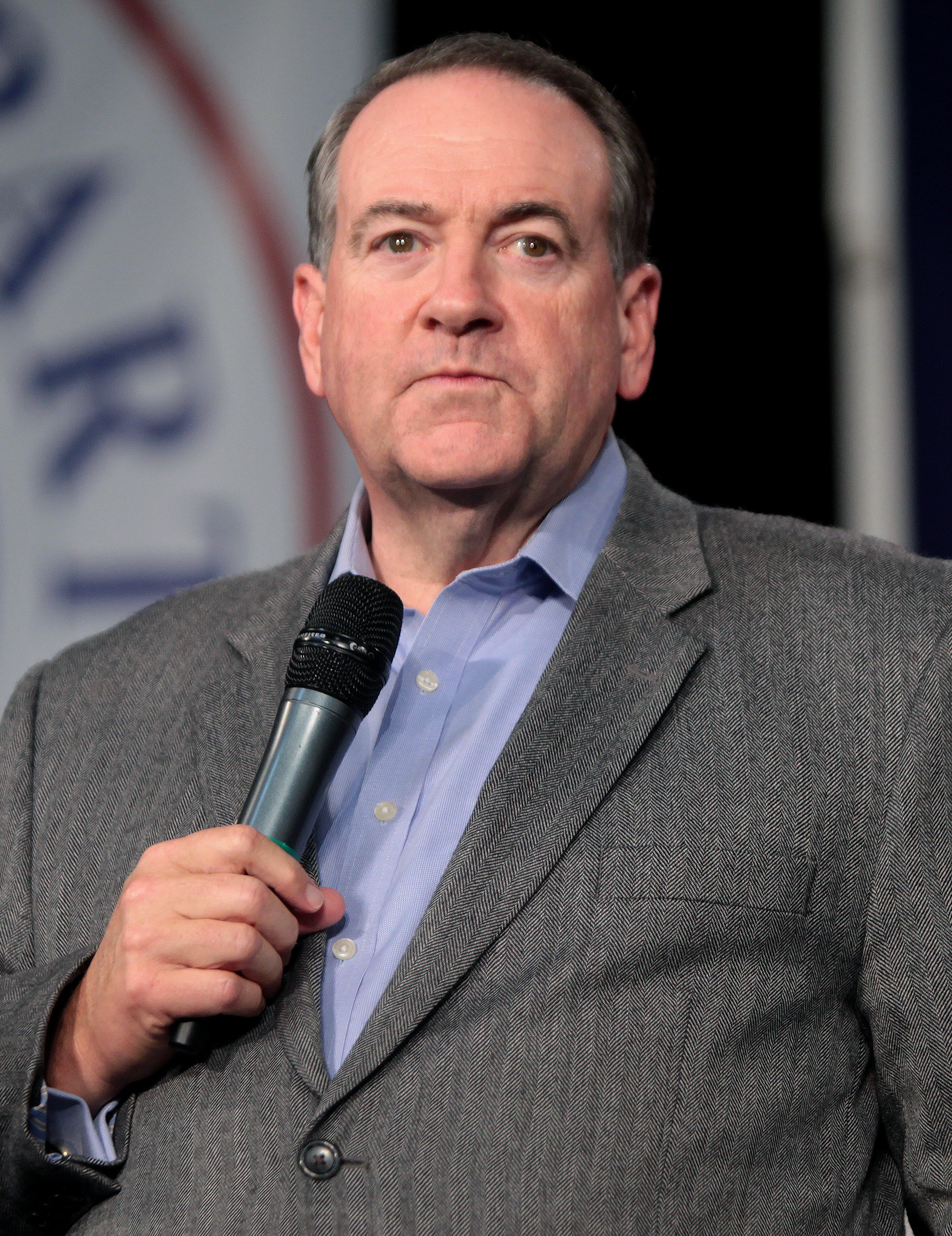
Gobernador Mike Huckabee de Arkansas Retiro 1 de febrero, 2016
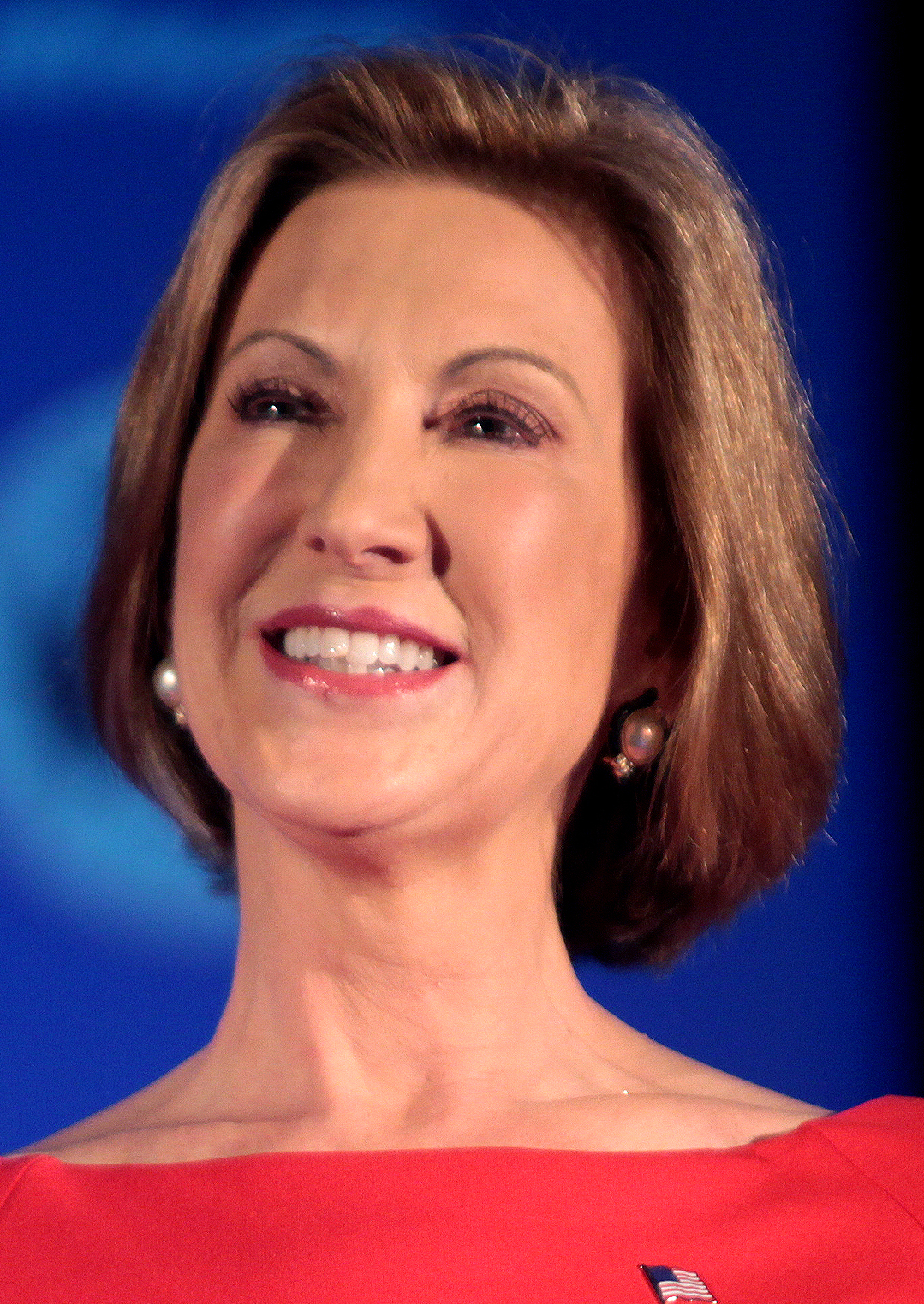
Presidenta de Hewlett-Packard (1999-2005) Carly Fiorina Retiro 10 de febrero, 2016
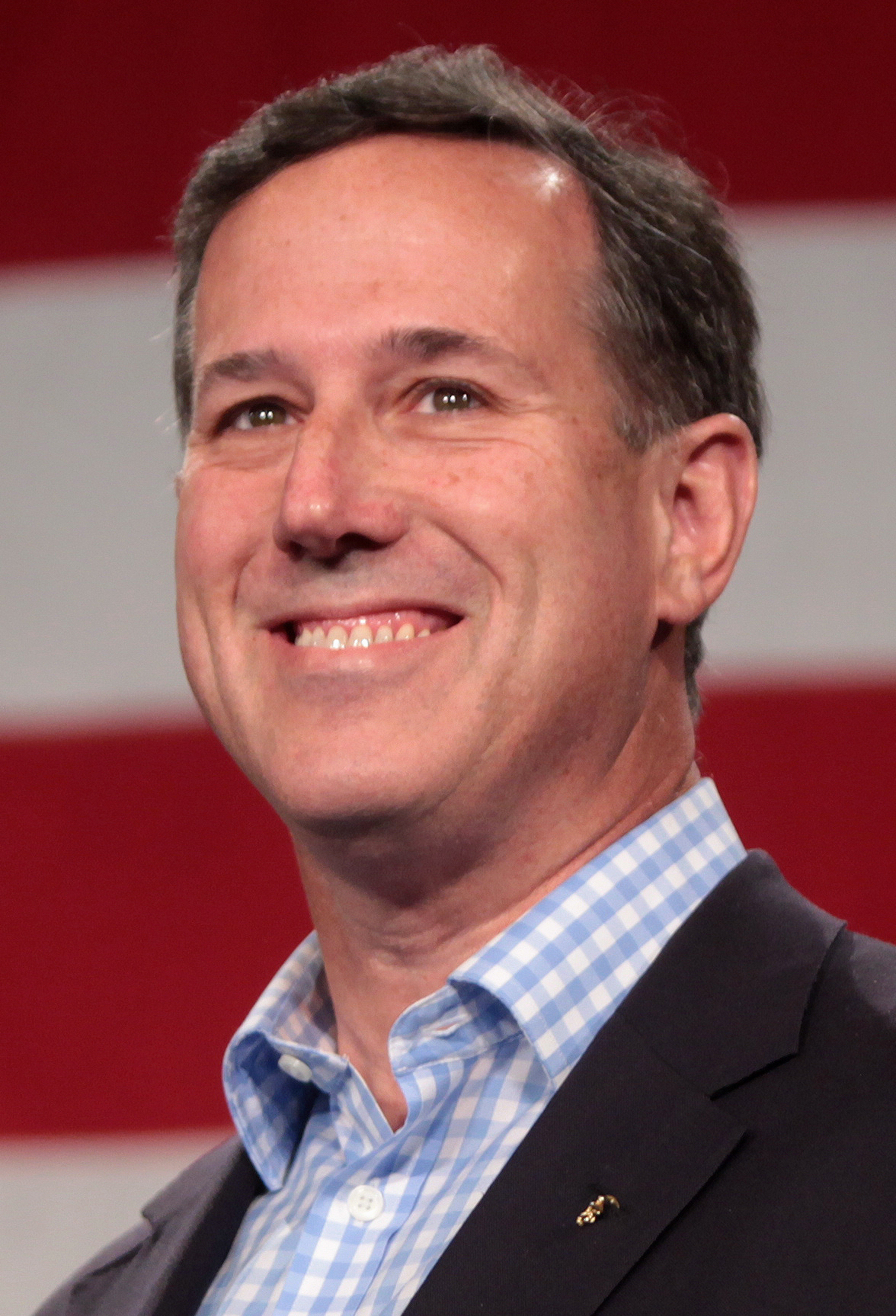
Senador Rick Santorum por Pennsylvania Retiro 10 de febrero, 2016
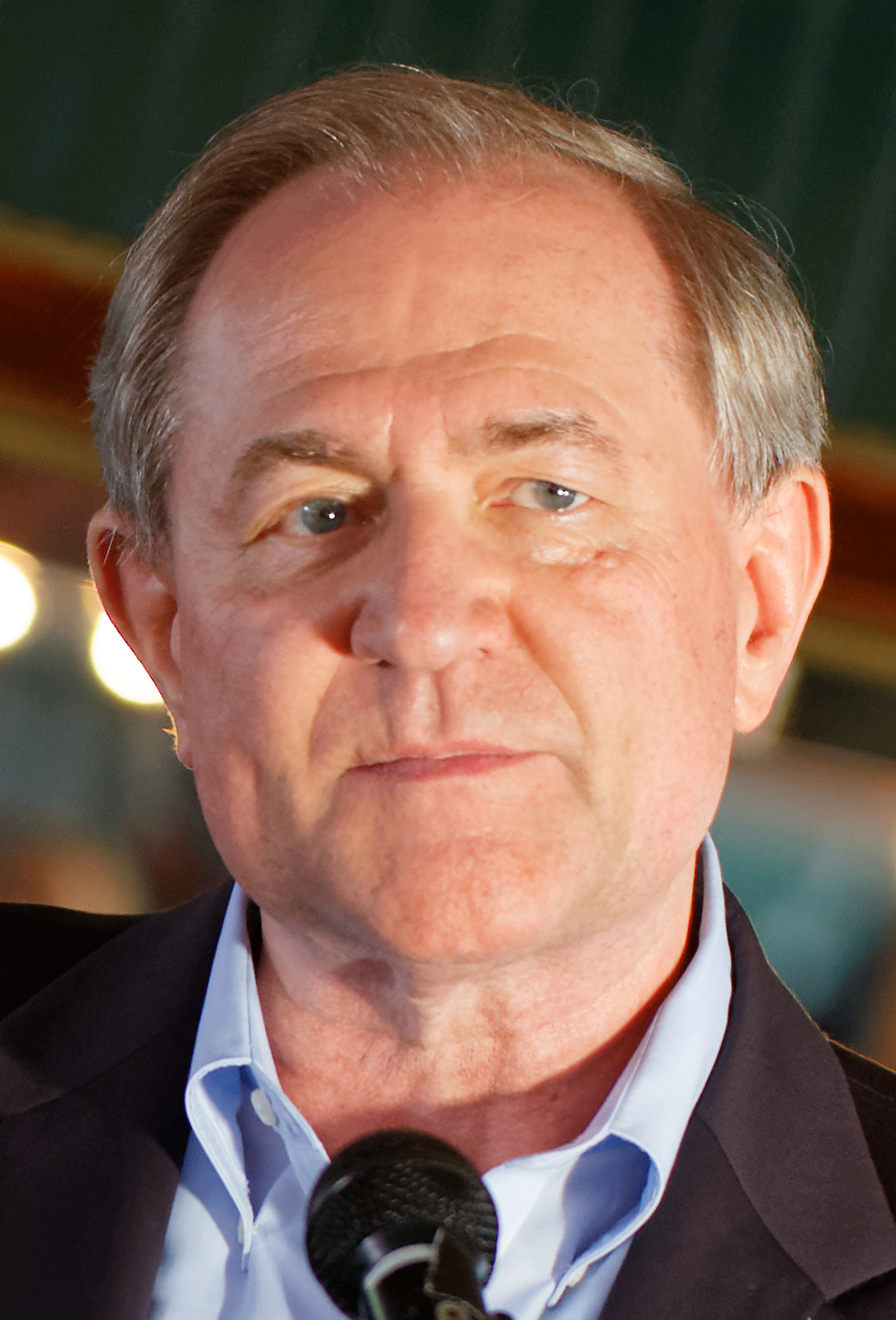
Gobernador Jim Gilmore de Virginia Retiro 10 de febrero, 2016

- Gobernador 
 Jeb Bush
 de Florida 
 Retiro
20 de febrero, 2016
- Gobernador 
 Chris Christie
de New Jersey 
Retiro
10 de febrero, 2016
- Senador 
 Rand Paul
 por Kentucky
 Retiro
3 de febrero, 2016
- Gobernador 
 Mike Huckabee
de Arkansas 
Retiro
1 de febrero, 2016
- Presidenta de Hewlett-Packard (1999-2005) 
 Carly Fiorina
 
Retiro
10 de febrero, 2016
- Senador 
 Rick Santorum
 por Pennsylvania 
Retiro
10 de febrero, 2016
- Gobernador
 Jim Gilmore
 de Virginia 
Retiro
10 de febrero, 2016